# James Francis Tennant
James Francis Tennant (* 10. Januar 1829 in Kalkutta; † 6. März 1915 in England) war ein britischer Geodät, Soldat, Astronom und Regierungsbeamter.
Tennant war schottischer Abstammung und der älteste Sohn von Sir James Tennant, Brigadegeneral der Bengalischen Artillerie, und seiner Frau Elizabeth, geborene Pattinson . Er besuchte Privatschulen sowie die Militärakademie Addiscombe, welche er mit Auszeichnung in Mathematik verließ. Im März 1849 trat er den Dienst als Second Lieutenant beim Bengalischen Ingenieurkorps in Kalkutta an.

## Geodät
Tennant wurde der Indischen Landesvermessung zugeteilt und arbeitete am Vermessungsabschnitt zwischen Sironj und  Karatschi. Die mühseligen Vermessungsarbeiten erreichten Karatschi im Mai 1853. Es schloss sich 1855 die Vermessung einer Basislinie an, für die Tennant Nivellementsarbeiten durchführte und die geographische Breite von Karatschi bestimmte. Während dieser Zeit heiratete Tennant Miss Augusta Dick, mit der er drei Söhne und eine Tochter hatte. Er wurde anschließend an andere Vermessungsabschnitte abkommandiert, an denen er verschiedene leitende Positionen bekleidete.

## Soldat
Der Indische Aufstand von 1857 bedeutete das Ende seiner Vermessungsarbeiten. Tennant leistete Offiziersdienst und war während der Rückeroberung von Delhi am Sturm auf das Lahore-Tor sowie später an der Belagerung von Lakhnau beteiligt.

## Astronom
Nach kurzer Wiederaufnahme der Vermessungsarbeiten übernahm Tennant (mittlerweile im Range eines Majors) 1859 für ein Jahr das Direktorat des Observatoriums von Madras, bis er von Norman Robert Pogson abgelöst wurde. Er arbeitete für verschiedene Bauämter in Burma, Bengalen und Madras. Nach dem Tod seiner ersten Frau im Jahre 1859 heiratete er 1867 Selina Tudor Crawford, mit der er drei Töchter hatte.
Im Jahre 1860 war bei der Beobachtung einer totalen Sonnenfinsternis bestätigt worden, dass die während der Finsternis am Mondrand sichtbaren Protuberanzen ihren Ursprung auf der Sonne (und nicht auf dem Mond) hatten, und es konnten zum ersten Mal erfolgreich photographische Aufnahmen der Finsternis gewonnen werden. Im Januar 1867 wies Tennant darauf hin, dass die bevorstehende Sonnenfinsternis vom 18. August 1868, deren Kernschatten über die indische Halbinsel hinwegziehen würde, als nächsten Schritt erlauben würde zu entscheiden, ob die Protuberanzen

„gasförmig sind oder aus festen Teilchen bestehen, ob sie in ihrem eigenen Licht oder in dem der Sonne scheinen, und sogar einige Informationen bezüglich ihrer Zusammensetzung zu sammeln.“

Tennant erhielt Unterstützung durch den Astronomer Royal sowie die indische Regierung und konnte zusammen mit Lieutenant John Herschel und anderen Offizieren die Finsternis von einer Station nahe Guntur beobachten.
Sein Versuch, die Korona zu fotografieren, blieb erfolglos. Es gelang ihm jedoch, ein kontinuierliches Spektrum der Korona und Emissionslinien im Spektrum einer Protuberanz zu beobachten. Polariskop-Beobachtungen durch andere Mitglieder seiner Gruppe zeigten, dass die Korona nicht selbstleuchtend ist, sondern das Licht der Sonnenoberfläche reflektiert.
Zur Sonnenfinsternis vom 12. Dezember 1871, deren Totalitätsphase ebenfalls von Indien aus sichtbar war, rüstete Colonel Tennant mit Unterstützung der Regierung erneut eine Expedition aus, diesmal nach Doddabetta in den Nilgiri-Bergen. Unter seiner Leitung wurden spektroskopische Beobachtungen angestellt und Photographien der Korona gewonnen.
Im Jahre 1872 forderte Sir George Airy Tennant auf, in Indien Beobachtungen des 1874 stattfindenden Venustransits vorzubereiten. Mit Unterstützung durch die British Association und Airy als dem Astronomer Royal gelang es Tennant wiederum, von der indischen Regierung Instrumente zu erhalten, unter der Auflage, diese anschließend einem Sonnenobservatorium zu überlassen. Tennant beobachtete den Transit von Roorkee aus. Unter anderem wurden wiederum Photographien des Ereignisses angefertigt. Tennant wertete seine Beobachtungen und die zweier anderer Beobachtergruppen aus und veröffentlichte die Ergebnisse im Jahre 1877.

## Beamter und Ruhestand
Am 18. Januar 1876 übernahm Colonel Tennant die Leitung der Königlichen Münze in Kalkutta. Am 6. Februar 1882 trat er seinen Ruhestand an und kehrte nach England zurück. Er wurde 1885 in den Beirat der Royal Astronomical Society aufgenommen und für die Amtsperiode 1890/91 zu ihrem Präsidenten gewählt.
Seine wissenschaftlichen Veröffentlichungen befassen sich hauptsächlich mit geodätischen Themen und Sonnenfinsternissen. Darüber hinaus verfasste er Beiträge zur Optik der Spiegelteleskope und zu anderen instrumentellen Aspekten und berechnete einige Kometenbahnen.